# Bianor senegalensis
Bianor senegalensis là một loài nhện trong họ Salticidae.
Loài này thuộc chi Bianor. Bianor senegalensis được Dmitri Viktorovich Logunov miêu tả năm 2001.